# Sarah Hegazi
Sarah Hegaziová (nepřechýleně Hegazi, arabsky سارة حجازي‎; 1989 Egypt – 14. června 2020 Toronto) byla egyptská socialistka, spisovatelka a lesbická aktivistka. Poté, co v roce 2017 v Káhiře vyvěsila duhovou vlajku na koncertě Mashrou' Leila, byla v Egyptě zatčena, vězněna a tři měsíce mučena. V důsledku mučení ve vězení, jež zažila, trpěla posttraumatickou stresovou poruchou. Získala azyl v Kanadě, kde žila až do své smrti.

## Raný život a vzdělání
Hegaziová se narodila v roce 1989 v egyptské konzervativní středostavovské rodině jako nejstarší ze čtyř sourozenců. Po smrti svého otce, středoškolského učitele přírodních věd, pomáhala matce starat se o své sourozence. Po matčině smrti se objevily fotografie mladé Sarah v konzervativním islámském oděvu, včetně hidžábu. Hegaziová nosila hidžáb až do roku 2016, kdy se vyznala ze své lesbické orientace.
V roce 2010 Hegaziová dokončila bakalářské studium informačních systémů na Thebeas Academy a v roce 2016 absolvovala další studium v Centru dalšího vzdělávání Americké univerzity v Káhiře. Prostřednictvím dálkového studia absolvovala kurzy „Boj za rovnost: 1950-2018“, „Feminismus a sociální spravedlnost“, „Výzkumné metody“, „Diverzita a inkluze na pracovišti“ a „Porozumění násilí“ na Kolumbijské univerzitě, Kalifornské univerzitě v Santa Cruz, SOAS University of London, Pittsburské univerzitě a Emoryho univerzitě.[zdroj?]

## Politické názory
Hegaziová se během pobytu v Egyptě identifikovala jako komunistka a podporovala Stranu chleba a svobody, po návratu do Kanady se zapojila do činnosti Spring Socialist Network. Podle vlastního vyjádření byla propuštěna ze zaměstnání za to, že se postavila proti Sísího režimu v Egyptě. Devět let po egyptské revoluci, v roce 2011, Hegaziová napsala, že „starý režim zkusí cokoli, dokonce i obětovat důležité ikony svého režimu, aby se udržel u moci nebo ji znovu získal“, prezidenta as-Sísího označila za „nejvíce utlačujícího a nejnásilnějšího diktátora v našich moderních dějinách“ a napsala, že „revolucionáři věří, že jde o třídní boj“. Napsala také, že v důsledku toho, že revoluce zůstala nedokončená, „většina z nás je nyní v hrobě, ve vězení nebo v exilu“.

## Pronásledování v Egyptě

### Zatčení a azyl
Dne 22. září 2017 se Sarah Hegaziová zúčastnila koncertu libanonské skupiny Mashrou' Leila, jejíž zpěvák Hamed Sinno je otevřeně gay. Hegaziová byla spolu se skupinou dalších osob zatčena za mávání duhovou vlajkou na podporu LGBT práv. Byla obviněna z podporování organizace, která v rozporu se zákonem podněcuje k nemravným činům. Její zatčení se časově shodovalo s rozhodnutím Egypta o nulové toleranci, které mělo ukončit veřejnou podporu LGBT práv v zemi. Tři měsíce byla vězněna na policejní stanici Sayeda Zeinab, kde mužští agenti podněcovali vězně, aby ji bili a slovně a sexuálně napadali.
Dne 24. září 2018 Hegaziová v článku zveřejněném deníkem Mada Masr vyprávěla o svém zatčení. Napsala, že byla zatčena doma před zraky své rodiny a že se jí během procesu policista vyptával na její náboženství, proč si sundala hidžáb a zda je panna, či nikoliv. Podle jejích slov jí policista zavázal oči a odvezl ji autem na neznámé místo. Seděla na židli s roubíkem v ústech a spoutanýma rukama. Dostala elektrický šok a ztratila vědomí. Bylo jí také vyhrožováno, že pokud to někomu řekne, bude ublíženo její matce. Dne 2. ledna 2018 byla propuštěna a dostala pokutu 1 000 liber (56 dolarů).
Po propuštění se potýkala s depresemi, záchvaty paniky a posttraumatickou stresovou poruchou.

I po propuštění mě nadále pronásledoval strach ze všech, z rodiny, přátel i z ulice.
Sarah Hegazi
Média přirovnávala zatčení Hegaziové k zatýkání Káhirské 52. V obavě z dalšího stíhání požádala Hegaziová v roce 2018 o azyl v Kanadě. Měsíc po odchodu z Egypta jí zemřela matka, která onemocněla rakovinou. V roce 2018 se vrátila do Egypta.

### Právní a politické souvislosti
V Egyptě, kde homosexualita není v judikatuře výslovně zakázána, se zadržení a obvinění provádí na základě „zákona o potírání prostituce“ z roku 1961, který postihuje prostituci a sexuální služby. V říjnu 2017, v návaznosti na káhirský koncert Mashrou' Leily v roce 2017, předložila řada egyptských poslanců zákon, který homosexuální jednání sankcionuje až třemi lety vězení. V případě opětovného odsouzení by souzeným hrozil trest odnětí svobody na pět let. Novela zákona byla využita k zásahu proti egyptským LGBT osobám, přestože upravený zákon žádnou zmínku o homosexualitě neobsahoval. Novela opravňovala policii pronikat do chatovacích místností a seznamovacích aplikací, předstírat, že jsou homosexuální muži a ženy, a chytat členy LGBT komunity do pasti. Podle egyptské vlády byl zákon novelizován s ohledem na aktuální vývoj a s cílem zabránit uživatelům internetu a sociálních médií v podpoře neřesti a provozování prostituce. LGBTQ+ komunita je egyptskou vládou, náboženskými autoritami a politickými stranami vydávána za hrozbu pro národní bezpečnost; tento názor podporují státem kontrolovaná média.

## Smrt a odkaz
Sarah Hegaziová zemřela 14. června 2020 v kanadském Torontu. Dne 15. června 2020 její právník Khaled Al-Masry potvrdil, že smrt byla sebevražda. Po její smrti se na sociálních sítích rozšířil krátký dopis napsaný Hegaziovou v arabštině. Dopis zněl: „Hegaziová zemřela: Mým sourozencům - snažila jsem se přežít a selhala jsem, odpusťte mi. Mým přátelům - zkušenost byla krutá a já jsem příliš slabá na to, abych jí překonala, odpusťte mi. Světu - byli jste do značné míry krutí, ale odpouštím vám.“

O její smrti informovala řada mezinárodních zpravodajských serverů, přičemž častým tématem byly pocty jejímu aktivismu.

Hamed Sinno, frontman libanonské skupiny Mashrou' Leila, na svém facebookovém profilu sdílel poctu Hegaziové, která zněla: „لروحك الحرية“ neboli „Svobodu pro tvou duši“. Sinno později složil a zahrál píseň založenou na slovech, která Hegaziová napsala krátce před svou smrtí. Po její smrti se široce rozšířilo vizuální umění připomínající Hegaziovou. Další arabští a blízkovýchodní umělci a osobnosti veřejného života sdíleli vzkazy soustrasti a solidarity s Hegaziovou a LGBT komunitou, mezi nimiž byli egyptský herec Amr Waked, libanonská zpěvačka a divadelní herečka Carole Samaha, íránský malíř a LGBT aktivista Alireza Shojaian a jordánský právník a novinář Ola Al-Fares.
Kanadský socialistický časopis Spring zveřejnil Hegazihové nekrolog, v němž Valerie Lannonová napsala: „Vzpomínám si, jak říkala: 'Nikdy jsem se necítila tak živá jako během revoluce'. Na její počest a pro naplnění našeho vlastního smyslu života je naší povinností pokračovat v boji za revoluci zde, v Egyptě i po celém světě.“ Během měsíce hrdosti 2020 uspořádala arabská LGBT komunita ve Spojených státech, Kanadě, Londýně, Amsterdamu, Berlíně a Bejrútu vigilie k uctění památky Hegaziho života a boje proti homofobii; ty se spojily se vzpomínkovými vigiliemi a akcemi po celém světě. Na Maltě si organizace Allied Rainbow Communities a Moviment Graffitti připomněly smrt Hegazi demonstrací u egyptského velvyslanectví a kritizovaly označení Egypta maltskou vládou za bezpečnou zemi, do které se mohou vracet uprchlíci.
Sarah Hegaziová byla uložena k poslednímu odpočinku v rakvi v duhových barvách. Pohřeb byl veřejný na hřbitově svatého Jana v Dixie v Ontariu, 22. června 2020.
Vzpomínkové akce pokračovaly i po jejím pohřbu. Organizátoři Global Pride, online akce LGBT Pride, která se měla konat 27. června 2020, oznámili, že Sarah Hegazi vzdá hold její kolega, egyptský aktivista Ahmed Alaa. Stejně jako Hegazi byl i Alaa po koncertu Mashrou' Leila v roce 2017 uvězněn za vyvěšení duhové vlajky. Verze Pride v Neapoli v roce 2020 byla věnována památce Sarah Hegazi; organizátoři oznámili, že akce má být varováním před nátlakem, násilím a uzavřeností.
Association for Women's Rights in Development (AWID) jmenovala Sarah Hegaziovou ve své poctě „450 feministickým aktivistkám, které změnily náš svět.

### Reakce
Vymazávání a utlačování LGBT osob má dlouhou historii jak konkrétně v Egyptě, tak v širším kontextu regionu Blízkého východu a severní Afriky (MENA). Dochází k tomu prostřednictvím cenzury, nenávistných projevů a vládou koordinovaného pronásledování. Smrt Sarah Hegaziové se v regionu MENA setkala s homofobními reakcemi, ať už prostřednictvím vládních opatření, mediálního pokrytí nebo veřejného diskurzu. Článek na serveru Raseef22, který pojednával o LGBT+ komunitě v Jordánsku a nástěnné malbě Sarah Hegazi v Ammánu, byl rychle smazán poté, co jordánský novinář obdržel záplavu výhrůžek na internetu.

#### Jordánsko
Pouliční nástěnné malby a graffiti připomínající Hegazi v jordánském hlavním městě Ammánu byly po rozruchu na sociálních sítích urychleně přemalovány.

Výše zmíněný novinář tento čin odsoudil na Twitteru, kde uvedl: „Víte, že se jedná o výhrůžky: Ammánský magistrát pracoval až do pozdních nočních hodin na smazání kreseb některých „aberantů“ (شواذ, arabské hanlivé označení pro homosexuály) v některých částech Ammánu. Překvapuje mě, že tato kategorie (homosexuálové) existuje, i když je našim zvykům a tradicím cizí...“

Mluvčí velkého ammánského magistrátu uvedl: „V Ammánu je mnoho homosexuálů: Starosta Ammánu Yusef Al-Shawarbeh vydal příkaz všem správcům čtvrtí, aby nástěnné malby odstranili.“

#### Egypt
Egyptská LGBT organizace Bedayaa oznámila, že smrt Hegazi a následná pozornost médií vyvolala online homofobní a transfobní pomlouvačnou kampaň proti ní a LGBT komunitě. Noor Selim, transgender Egypťan a syn známého herce Heshama Selima, se ohradil proti tomu, co nazval společenským pokrytectvím, a bránil památku Hegazi. 23. června 2020 podali dva egyptští právníci na Selima žalobu za to, že se Hegazi zastal, a obvinili ho, že se snaží v Egyptě „šířit homosexualitu“.

#### Maroko
Cheikh Rafiki, marocký muslimský duchovní, obdržel online výhrůžky smrtí, když hájil památku Hegazi od osoby spojené s ISIL.

#### Arabská Wikipedie
Na arabské Wikipedii byla stránka o Hegazi smazána, přestože v té době existovala na Wikipedii v osmi jiných jazycích, a místo toho byla sloučena jako jedna ze sekcí na stránce „Homosexualita“. Člen komunity arabské Wikipedie vysvětloval toto rozhodnutí tvrzením, že „Hegazi kauza není dostatečně známá“. Jejich rozhodnutí rozzlobilo aktivisty, kteří stránku obvinili ze „zaujatost“i, a otevřelo dveře k diskusím o editačních standardech na arabské Wikipedii a o svobodě projevu na platformě, která je „otevřená všem“.